# Nikołaj Iwanow (lekkoatleta)
Nikołaj Nikołajewicz Iwanow (ros. Николай Николаевич Иванов, ur. 2 czerwca 1942 w Atkarsku) – radziecki lekkoatleta, sprinter, dwukrotny wicemistrz Europy.
Zdobył srebrny  medal w sztafecie 4 × 100 metrów na mistrzostwach Europy w 1966 w Budapeszcie (sztafeta radziecka biegła w składzie: Edwin Ozolin, Amin Tujakow, Borys Sawczuk i Iwanow). Iwanow zajął również 7. miejsce w finale biegu na 100 metrów. Na europejskich igrzyskach halowych w 1967 w Pradze zdobył złoty medal w sztafecie 4 × 2 okrążenia (która wystąpiła w składzie: Iwanow, Wasyl Anisimow, Aleksandr Bratczikow i Sawczuk).
Odpadł w półfinale biegu na 200 metrów na igrzyskach olimpijskich w 1968 w Meksyku, a radziecka sztafeta 4 × 100 metrów z Iwanowem w składzie została zdyskwalifikowana w półfinale.
Ponownie zdobył srebrny  medal w sztafecie 4 × 100 metrów (w składzie: Aleksandr Lebiediew, Władisław Sapieja, Iwanow i Wałerij Borzow) na mistrzostwach Europy w 1969 w Atenach, a w biegu na 200 metrów odpadł w półfinale.
Był mistrzem ZSRR w biegu na 200 metrów w 1968.
Iwanow poprawił rekord ZSRR w biegu na 200 metrów czasem 20,5 s (17 sierpnia 1968 w Leninakanie) oraz kilkakrotnie poprawiał rekord ZSRR w sztafecie 4 × 100 metrów do wyniku 38,9 s (4 października 1968 w Meksyku).